# الله‌آباد (سیب و سوران)
الله‌آباد یا چبک، روستایی در دهستان سرسوره بخش پسکوه شهرستان سیب و سوران در استان سیستان و بلوچستان ایران است.

## جمعیت
بر پایه سرشماری عمومی نفوس و مسکن در سال ۱۳۹۵، جمعیت این روستا برابر با ۱۳ نفر (۴ خانوار) بوده‌است.